# Jan Volk
Jan Volk est un ancien dirigeant de club de basket qui a été directeur général des Celtics de Boston de 1984 à 1997.
Volk a rejoint les Celtics en 1971 après avoir obtenu son diplôme de la  Columbia Law School. Ses premiers emplois avec l'équipe ont été la vente de billets puis administrateur, directeur des achats d'équipement, secrétaire des voyages, chef d'entreprise et l'avocat général du club. En 1976, il a été promu vice-président et en 1980 il a été nommé directeur général-adjoint. Quand Red Auerbach a annoncé qu'il prendrait sa retraite en tant que directeur général des Celtics à la fin de la saison 1983-1984, il a désigné Volk comme son successeur. Le 11 juillet 1984 Volk a été officiellement nommé directeur général des Celtics de Boston.